# 實聖麻立干

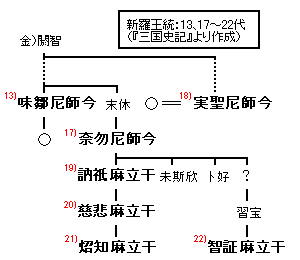
三国史记中的新罗国世系

實聖麻立干（？—417年），姓金，新羅第18代君主。金閼智裔孫、大西知伊之子，母伊利夫人伊一作企為昔登保阿干之女，妃為味鄒王與光明王后之女內留夫人。

## 生平
實聖王身長七尺五寸，明達而有遠識。公元392年，實聖麻立干還是孩童時就被送到高句麗為人質。公元401年回國，翌年奈勿麻立干薨，其子幼少，國人便立實聖麻立干繼位。
在位期間與倭國通好，實聖王怨奈勿王把自己當作人質留在外國。在公元402年，便送奈勿王之子未斯欣(美海)為質，其後倭國仍然常常入侵。公元412年，實聖王再以奈勿王之子卜好(寶海)為質送到高句麗。
公元417年，實聖王遣人到高句麗時相告：「見訥祇則殺之。」跟著命令訥祇前往高句麗，逆於中路。那人見訥祇形神爽雅、有君子之風，遂相告曰：「你的國王使我害君，今日見君卻不忍加害。」訥祇乃歸，怨恨實聖王便弒王而自立。

## 家庭
- 父亲：金大西知
- 母亲：伊利夫人昔氏，昔登保阿干之女
  - 妃：阿留夫人金氏，味鄒尼師今與光明王后之女
    - 女儿：阿老夫人金氏，一作次老夫人，訥祇麻立干的夫人
      - 外孙：慈悲麻立干

    - 女儿：鵄述公主金氏，先嫁朴堤上，再嫁訥祗麻立干
      - 外孙：朴氏，未斯欣的夫人

    - 儿子：金鵄休

  - 后宫：昔氏，訖解尼師今的女儿